# Haimó
Haimó - Haymo (alemany) - (mort el 28 de març del 853) fou un monjo benedictí i teòleg alemany que serví com a bisbe de Halberstadt i escrigué sobre matèries religioses.
Es desconeix la data exacta i el lloc del seu naixement. Quan era jove entrà al monestir de Fulda, on el cèlebre Raban Maur fou un dels seus companys d'estudis; amb ell se n'anà al monestir de Sant Martí de Tours per aprofitar les lliçons del seu gran mestre Alcuí de York. Després d'una breu estada a Tours, els dos amics tornaren a la casa benedictina de Fulda, i allà passà Haimó la major part de la seva vida anterior a la seva promoció a la dignitat episcopal. Es convertí en canceller del monestir. És probable que, gràcies als seus coneixements, també s'encarregués de l'ensenyament de la teologia al propi monestir, si bé no n'hi ha cap prova. Tornà un temps curt al monestir benedictí de Hersfeld, quan les últimes setmanes del 840 fou nomenat bisbe de Halberstadt. Abans de la seva promoció, el seu amic, Raban Maur, li escrigué De universo en 22 llibres com a consell perquè l'ajudés en les seves tasques episcopals, i complint els suggeriments, Haimó volgué quedar al marge de la cort del rei Lluís el Germànic i no immiscir-se en els afers de l'Estat, consagrat només al benestar de la seva diòcesi. L'única assemblea pública a la qual assistí fou el Concili de Magúncia, celebrat el 847 per mantenir els drets, privilegis i immunitats eclesiàstiques.
Fou un escriptor prolífic, tot i que una sèrie d'obres li han estat atribuïdes falsament per tenir un homònim també escriptor, Haimó d'Auxerre. La major part de les seves obres autèntiques són comentaris a les sagrades escriptures, dels quals els següents han estat impresos: In Psalmos explanatio, In Isaiam libri tres, In XII Prophetas, In Epistolas Pauli omnes i In Apocalypsim libri septem. No és un comentarista original ni tampoc ho pretenia ser, com és propi de la seva època, simplement repeteix o restringeix les explicacions bíbliques que troba ja escrites a la Patrística. Com a monjo pietós i fidel, observant de les recomanacions de Raban, escriu gairebé exclusivament sobre el sentit moral i místic del text sagrat. També és l'autor d'un epítom o resum de la Història eclesiàstica d'Eusebi de Cesarea, de gran nombre de sermons i d'un treball místic, De amor patriae coelestis. Un passatge dels seus escrits en relació amb la sagrada eucaristia no mostra diferències substancials entre la seva creença respecte de la presència real i la dels teòlegs catòlics. Les seves obres figuren en els volums de CXVI-CXVIII de Jean Paul Migne.